# Heinz Kilfitt
Heinrich Wilhelm Kilfitt, meist kurz Heinz Kilfitt,  (* 27. Mai 1898 in Höntrop; † 8. November 1980 in München) war ein deutscher Kamerakonstrukteur.

## Leben und Wirken
Kilfitt wurde 1898 als Sohn eines Uhrmachers geboren. Schon in seiner Jugend reparierte er Uhren und interessierte sich für Optik und Fotografie. Im Betrieb seines Vaters erlernte er das Uhrmacherhandwerk. Danach begann er seine berufliche Laufbahn im Optischen Institut Rudolf Neumann in Berlin und wurde später Leiter der Abteilung Fotografie.
1931 entwickelte Kilfitt, inspiriert durch die Leica-Kamera, den Prototyp einer Kleinbildkamera für das Format 24 × 24 mm, den er vergeblich Agfa und Kodak anbot. Schließlich fand sich in Hans-Heinrich Berning ein Geschäftspartner, der die Idee eines Federwerkmotors zum Projekt beisteuerte und dessen weitere Entwicklung finanzierte.
H.-H. Berning gründete die Otto Berning & Co in Schwelm/Westfalen mit einem Konstruktionsbüro in Düsseldorf. Ab 1934 wurde die Entwicklung einer automatischen Kleinbildkamera mit einem Federwerkmotor – der Robot – vorangetrieben und zur Serienreife entwickelt. Als sich 1939 das politische Klima in Deutschland veränderte, verkaufte Kilfitt seine Patente und seine Firmenanteile an Berning.

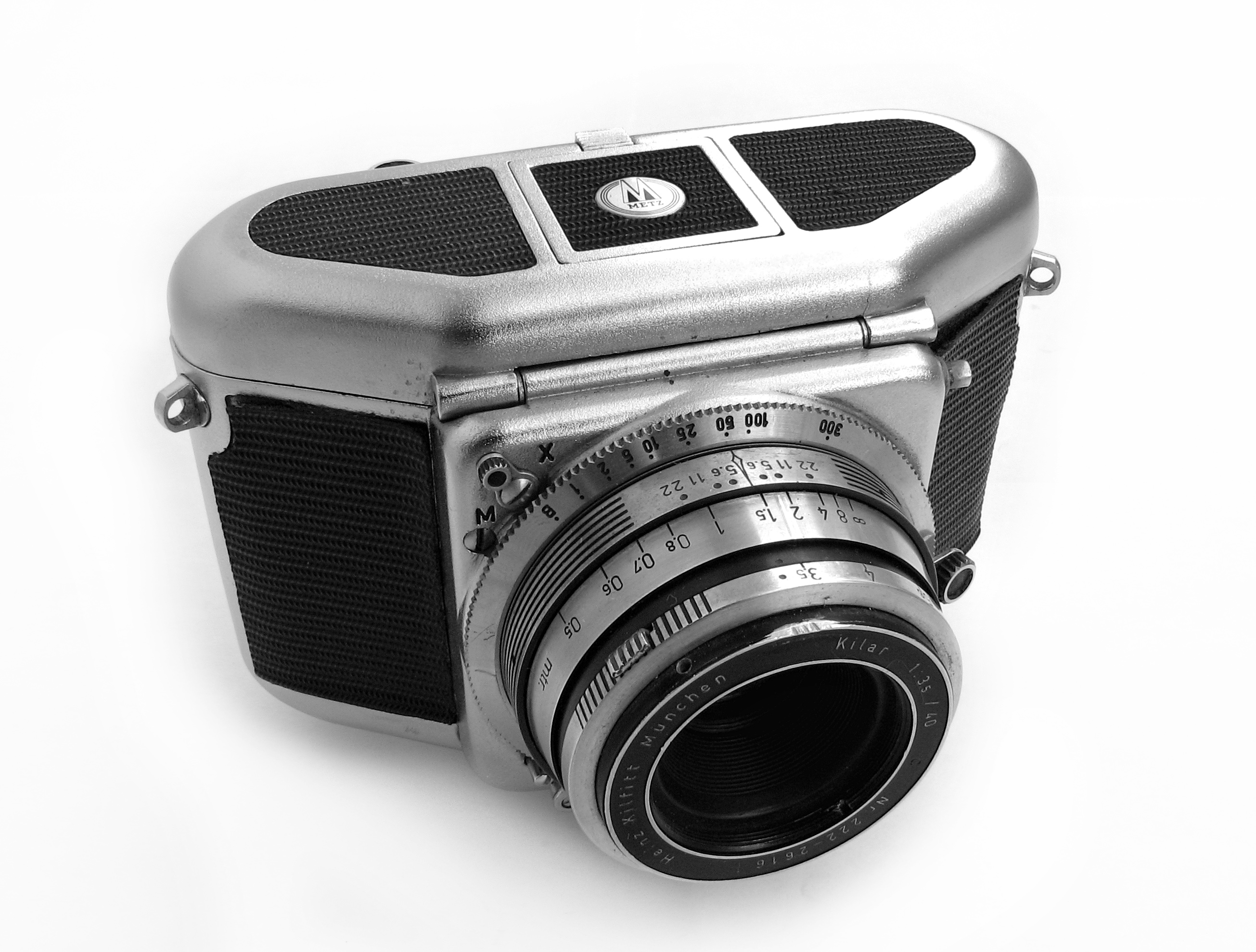
Von Heinz Kilfitt konzipierte Spiegelreflexkamera Mecaflex

1940 erwarb Kilfitt die Firma NEDO Optik in München und baute – später in Vaduz, Liechtenstein – ungewöhnliche Objektive für Kameras und fotografisches Zubehör. Seine Objektive erlangten schnell Weltrang, auch in der Filmproduktion. Walt Disney ließ Kilfitt-Objektive bei Dokumentarfilmen in den 50er und 60er Jahren einsetzen. 
Im Hitchcocks Film "Das Fenster zum Hof" spielt das Kilfitt 400mm Tele eine gar bedeutende Rolle, zusammen mit der Exakta Varex. 
Weltweit bekannt wurde Kilfitt durch seine herausragenden Makro- und Fernobjektive, die über Adapter auch an vielen anderen Kamerasystemen einsetzbar waren. 1948 entstand in der Kamera-Anstalt Vaduz das Kilar, das 1954 zum weltweit ersten Makro-Objektiv, dem Makro-Kilar, weiterentwickelt wurde. 1959 baute er das von Frank G. Back entwickelte Zoom-Objektiv, das Voigtländer Zoomar. 1964 gründete Kilfitt die Kilfitt Optische Fabrik in München.
Ferner war Kilfitt an der Entwicklung weiterer technisch hochwertiger Kameras, wie der Alpa und der Rectaflex, beteiligt. In den frühen 1950er Jahren konzipierte er die unverwechselbare Spiegelreflexkamera Mecaflex, die von der Metz Apparatefabrik in Fürth hergestellt wurde. In den vierziger bis sechziger Jahren entstanden Prototypen zu einer 6x6 Kamera. Auf der Basis von Kilfitts Konzept wurde eine dieser Kameras später in Japan als Fujita 66 gebaut.